# Huisorde
Een huisorde (ook: dynastieke orde) is een ridderorde die door een monarch als Chef-de-famille wordt uitgereikt, naar eigen inzicht. Dynastieke orden bestaan zowel in de Regerende als afgezette families.
De huisorde is in hoofdzaak bedoeld om de dynasten te onderscheiden, de troongerechtigden, maar daar zijn afwijkingen niet ongewoon. Ook leden van de hofhouding en het personeel kunnen met een huisorde worden onderscheiden.

## Geschiedenis en ontwikkeling van de huisorden
De eerste ridderorden waren verenigingen van kruisridders of kooplieden die naar het Heilige Land trokken tijdens de kruistochten. Bekende voorbeelden zijn de Johanniterorde, de Orde van Malta, de Duitse Orde en de Tempeliers. Deze orden en hun evenknieën in Spanje en Portugal hadden een even strijdbaar als religieus karakter.
De Orde van de Kousenband, in 1348 door Eduard III gesticht, was de eerste orde die aan het koninklijke hof was gebonden. Het was een exclusief gezelschap vrienden en bondgenoten van de koning en zij dosten zich, als blijk van verbondenheid met de monarch, uit met versierselen van de orde. Ook de vorst droeg deze eretekens.
Het Engelse voorbeeld vond navolging in Europa. In de daaropvolgende eeuw stichtte men ook in Savoye, Bohemen en Duitsland, Bourgondië, Berg en Denemarken ridderorden. Ook de andere Europese vorsten volgden.

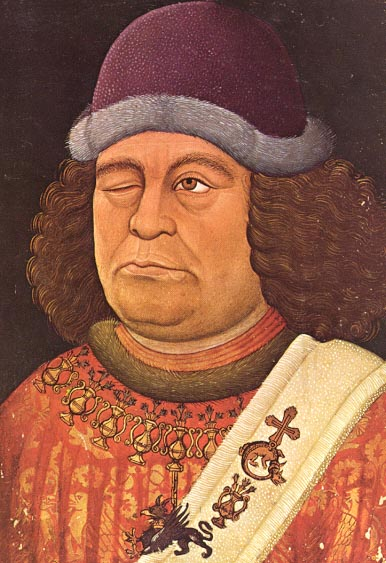
De onderste onderscheiding op de sjerp van Oswald von Wolkenstein is geïdentificeerd als de Orde van de Vaas, de bovenste is de Orde van de Draak.

In de late 15e eeuw bloeiden de ridderorden in Europa. Oswald von Wolkenstein (1376-1445) droeg er, zo zien we op zijn beroemde portret, een viertal uit evenzovele landen.
In de 15e eeuw werden de grote ridderorden zoals de Orde van de Kousenband en de Orde van het Gulden Vlies belangrijke en zeer exclusieve instrumenten in het diplomatieke en politieke leven. Er ontstond ook de behoefte om andere, minder prominente, mensen te onderscheiden. Met dit doel werden de huisorden en de militaire orden gesticht. De laatste dienden als onderscheiding voor dapperheid of trouwe dienst, de huisorde was geschikt om familieleden te onderscheiden en dienaren te belonen.
In het absolutistische tijdperk was de vorst de staat. Er werd dan ook nog geen al te strenge scheiding aangebracht tussen zijn huis, zijn familie en zijn staat. In de tweede helft van de 18e eeuw veranderde dat.
Vooral in Duitsland ontstonden ridderorden die "Hausorden" (Nederlands: "huisorden") werden genoemd. Veel van deze orden waren niet meer dan een gezelschap adellijke vrienden die een ster of kruis aan een lint droegen, maar de stichter moest wel een regerend vorst zijn. Ook de Orde "Pour Mes Amis" (Nederlands: "voor mijn vrienden") van de vorst van Isenburg Birstein is daarvan, gezien de naam, een fraai voorbeeld. In het Heilige Roomse Rijk, dat meer dan 200 onafhankelijke territoria omvatte, was aan stichters van ridder- en huisorden geen gebrek. Vaak werden de huisorden met hun stichter ook weer ten grave gedragen. Hun opvolger stelde dan zijn of haar eigen orde in.
In 1803 werd in Reichsdeputationshauptschluss een eind gemaakt aan het bestaan van ongeveer 170 van de 200 Duitse staten. In een aantal gevallen bleven de afgezette, gemediatiseerde vorsten onderscheidingen in hun huisorden verlenen. De vorsten van Hohenlohe (de Orde van de Feniks) en Isenburg-Birstein (de Orde "Pour Mes Amis") zijn daarvan voorbeelden.
In de 19e eeuw werden huisorden en orden van de staat duidelijker dan voorheen gescheiden. Ook de begroting werd duidelijk, de vorst moest de kosten van zijn huisorde zelf dragen.
De Huisorde van Hohenzollern was een typische huisorde; de hoogste rangen dienden ter onderscheiding van de familie Hohenzollern en bevoorrechte en verdienstelijke relaties, de lagere rangen konden ook aan dienaren van het huis worden toegekend. In Oldenburg werd, ondanks deze trend, in 1838 nog een "Haus- und Verdienstorden Herzog Peter Friedrich Ludwig" (Nederlands: huis- en verdienstorde van Peter Friedrich Ludwig) gesticht. In Oldenburg werd tussen de beide ordetypen nog geen verschil gemaakt.
In 1918, het jaar waarin de Duitse vorsten werden afgezet, bezaten de Duitse en Europese vorsten ieder één of meer huisorden. De late 19e eeuw en de eerste jaren van de 20e eeuw waren hoogtijdagen voor de onderscheidingen geweest; de vorsten reisden veel en bij de steeds vaker voorkomende staatsbezoeken werd kwistig met onderscheidingen gestrooid.
Zie daarvoor de medaille van de Kroonorde die door de Duitse keizer kwistig werd verleend.
Toen de drie keizerrijken en de monarchieën van Midden-Europa in 1917 en 1918 ophielden te bestaan, bleven er evenzovele zeer standsbewuste, voormalig regerende families over. De afgezette vorsten en hun vermoedelijke opvolgers bleven in veel gevallen hun huisorden en soms zelfs de onderscheidingen van hun staat verlenen. Het verlenen van de Stanislaus-Orde door de Russische pretendenten en de hoge Orde van de Zwarte Adelaar door de afgezette Duitse keizer zijn juridisch omstreden. Dit waren immers geen huisorden. Dat de koninklijke familie van Beieren zijn huisorden bleef verlenen is juridisch wel correct.

## Overzicht van huisorden
Deze opsomming is niet compleet en men kan van mening verschillen over de vraag of een orde een huisorde is. Wanneer een orde "huisorde" heet dan is hij in deze lijst op zijn plaats, ook wanneer die orde als algemene orde van verdienste werd of wordt gebruikt. De orden waarvan een niet (meer) regerende edelman die in de Almanach de Gotha wordt genoemd zich de grootmeester noemt, zijn in deze lijst opgenomen, ook wanneer het recht van deze grootmeester ter discussie staat.
De vraag of een orde een legitieme ridderorde of een pseudo-orde is hangt samen met het begrip fons honorum (Latijn: "bron van eer"). Soevereine vorsten en regeringen zijn in het recht met uitsluiting van alle anderen degenen die maatschappelijke eretitels en eerbewijzen scheppen. Adeldom, eretitels en ridderorden zijn dus verbonden aan een dergelijke "fons honorum". Dat kan een lang geleden afgetreden of afgezette koning en ook het hoofd van een ten tijde van het Congres van Wenen in 1815 regerende familie zijn. Alle regeringen erkennen het recht van de hoofden van deze families om titels in de eigen familiekring te verlenen en orden uit te reiken. De Bondsrepubliek Duitsland, thuis van 26 van deze vorstelijke families, kent geen adeldom meer en het Duitse recht erkent de besluiten waarin een "chef" van een dergelijk huis een titel of predicaat verleent of zelfs ontneemt niet.
De Russische en Poolse orden van vóór 1917, orden die - ook al zijn het geen huisorden - door de pretendente van de Tsarenkroon ook nu nog worden verleend zijn eveneens vermeld.
De Orde van de Kousenband, Orde van de Distel en de Leopoldsorde hebben sterk het karakter van een dynastieke orde. Het is sinds 1947 aan de Britse koning om benoemingen te doen en de weinige leden zijn bijna allen verwanten, vrienden en collegae van de Britse koningin. Dat geeft deze orden het karakter van een dynastieke orde. De Orde van het Gulden Vlies is in Spanje al vele eeuwen een orde van verdienste die door de regering wordt verleend. Toch gebruiken de Spaanse koningen de onderscheiding ook als een huisorde. De Oostenrijkse orde van het Gulden Vlies heeft haar laat-middeleeuwse karakter van katholieke ordegemeenschap en huisorde van het huis Oostenrijk wél bewaard.
In Nederland hebben de Raad van State en de Hoge Raad van Adel in 1905 een advies over de op te richten Huisorde van Oranje gegeven. De twee raadgevers van de regering kwamen tot verschillende conclusies en uit de discussie werd duidelijk dat het niet mogelijk is om een precieze scheiding tussen ridderorden en huisorden aan te geven.
In 1886 is in Nederland onderzocht of er in Nederland huisorden bestonden. De hoofden van de families Van Aldenburg Bentinck, Van Rechteren Limpurg en Van Limburg Stirum, gemediatiseerde Duitse vorsten, zouden een dergelijke orde hebben kunnen stichten. Dit bleek, zo vermeldt van Zelm van Eldik, niet het geval te zijn.
Men ging in dat geval voorbij aan de instelling van de Orde van Sint-Filippus van de Leeuw van Limburg en de Orde van de Oude Adel, ook wel "Orde van de drie Keizers" genoemd, door de tot 1806 in het Duitse graafschap Limburg (in Hessen) regerende grafelijke huis Limburg Stirum.
Deze lijst bevat de namen van de landen waar de huisorde thuis is of was en een link naar de beschrijving van de orde. Bij de nog bestaande huisorden van de niet (meer) regerende families en de verjaagde vorsten die de ridderorden van hun land blijven verlenen, is de naam van die familie vermeld.

## Bron
- Een publicatie van het overleg van de grootmeesters van een aantal legitieme ridderorden.

## Overzicht
- Afghanistan: De Orde van de Zon. Huisorde van het tot 1973 regerende koninklijk huis Barakzai.
- Albanië: De Orde van de Trouw. Huisorde van het tot 1939 regerende huis van Ahmed Ben Zogu.
- Albanië: De Orde van Skander Beg. Huisorde van het tot 1939 regerende huis van Ahmed Ben Zogu.
- Anhalt: De Huisorde van Albrecht de Beer.
- Baden: De Huisorde van de Trouw. Huisorde van het tot 1918 regerende huis Zähringen.
- België: De Leopoldsorde.[3]
- Beieren: De Huisridderorde van Sint-Hubertus. Huisorde van het tot 1918 regerende huis Wittelsbach.
- Beieren: De Huisridderorde van de Heilige Georg. Huisorde van het tot 1918 regerende huis Wittelsbach.
- Beieren: De Huisridderorde van de Heilige Michaël. Huisorde van het tot 1918 regerende huis Wittelsbach.
- Beieren: De Theresia-Orde. Huisorde van het tot 1918 regerende huis Wittelsbach.
- Beieren: De Sint-Elisabeth-Orde. Huisorde van het tot 1918 regerende huis Wittelsbach.
- Beieren: De Sint Anna-Orde. Huisorde van het tot 1918 regerende huis Wittelsbach .
- Brandenburg-Bayreuth: De Orde van de Oprechtheid.
- Brandenburg-Bayreuth: De Orde van de Rode Adelaar.
- Brazilië: De Orde van Pedro I. Huisorde van het tot 1889 regerende huis Orléans-Braganza.
- Brazilië: De Keizerlijke Orde van de Roos (Brazilië). Huisorde van het tot 1889 regerende huis Orléans-Braganza.
- Bulgarije: De Sint-Alexanderorde.
- Bulgarije: De Orde van het Rode Kruis.
- Bulgarije: De Orde van Sint-Cyrillus en Sint-Methodius.
- Denemarken: Het commandeurskruis met briljanten van de Dannebrog Orde.
- Frankrijk (hertogen van Orléans): De Orde van het Stekelvarken.
- Groot-Brittannië: De meest nobele Orde van de Kousenband.
- Groot-Brittannië: De meest nobele en oude Orde van de Distel.
- Groot-Brittannië: De Koninklijke Victoria en Albert Orde.
- Groot-Brittannië: De Koninklijke Orde van Victoria.
- Groot-Brittannië: De Familie-Orde van Eduard VII.
- Groot-Brittannië: De Familie-Orde van George V.
- Groot-Brittannië: De Familie-Orde van George VI.
- Groot-Brittannië: De Familie-Orde van Elizabeth II.
- Griekenland: De Huisorde van Sint-George en Sint-Constantijn. Huisorde van het tot 1974 regerende huis Oldenburg.
- Hannover: De Orde van Sint-Joris. Huisorde van het tot 1866 regerende huis der Welfen.
- Hawaï: De Huisorde van de Kroon van Hawaï.
- Hessen (keurvorstendom Hessen-Kassel): De Huisorde van de Gouden Leeuw.
- Hessen en aan de Rijn (groothertogdom): De Groothertogelijk Hessische Gouden Leeuwenorde. Huisorde van het tot 1918 regerende huis Brabant.
- Hohenlohe: De Vorstelijk Hohenlohische Huis- en Phoenixorde. Huisorde van het tot 1806 regerende huis Hohenlohe-Waldenburg-Bartenstein.
- Hohenlohe: De Orde van de Gouden Vlam.
- Hohenzollern: De Vorstelijk Hohenzollernse Huisorde. Huisorde van het tot 1918 regerende huis Hohenzollern. Er zijn twee uitvoeringen en de Orde is nauw verwant aan de Huisorde van Hohenzollern.
- Isenburg-Birstein: Huisorde "Pour Mes Amis".
- Italië: De hoogste Orde van de Verkondiging. Huisorde van het tot 1946 regerende huis Savoye.
- Italië: De Ridderorde van Sint-Mauritius en Sint-Lazarus. Huisorde van tot 1946 regerende huis Savoye.
- Italië: De Orde van Verdienste van Savoye. Huisorde van het tot 1946 regerende huis Savoye.
- Italië: De Orde van Savoye. Huisorde van het tot 1946 regerende huis Savoye.
- Joegoslavië: De Orde van de Heilige Prins Lazarus. Huisorde van het tot 1945 regerende huis Karadjordjevic.
- Joegoslavië: De Orde van de Witte Adelaar. Huisorde van het tot 1945 regerende huis Karadjordjevic.
- Joegoslavië: De Orde van de Ster van Karageorge. Huisorde van het tot 1945 regerende huis Karadjordjevic.
- Joegoslavië: De Orde van Sint-Sava. Huisorde van het tot 1945 regerende huis Karadjordjevic.
- Joegoslavië: De Orde van de Kroon. Huisorde van het tot 1945 regerende huis Karadjordjevic.
- Kedah: De Orde van de Koninklijke Familie.
- Kelantan: De Orde van de Koninklijke Familie.
- Limburg en Limburg-Stirum: de Orde van Sint-Filippus van de Leeuw van Limburg.
- Limburg en Limburg-Stirum: de Orde van de Oude Adel, ook wel "Orde van de drie Keizers" genoemd.
- Luxemburg: Huisorde van de Gouden Leeuw van Nassau. Orde van de twee takken van het huis Nassau.
- Mantua: Huisorde van de Verlossing.
- Mecklenburg Schwerin en Mecklenburg Strelitz: De Huisorde van de Wendische Kroon. Huisorde van de beide tot 1918 regerende takken van het huis Mecklenburg.
- Mecklenburg Strelitz: De Orde Virtuti Constanti.
- Mecklenburg-Strelitz: De Orde du Chêne et du Tombeau.
- Montenegro: Huisorde van Sint-Petrus.
- Napels: (koninkrijk der beide Siciliën): De Orde van Sint-Januarius. Huisorde van het tot 1860 regerende huis Bourbon-Twee Siciliën.
- Napels: (koninkrijk der beide Siciliën): De Heilige Constantinische Militaire Orde van Sint-George. Huisorde van het tot 1860 regerende huis Bourbon-Twee Siciliën.
- Nassau-Diez: De Zeer Nobele Orde van het Vertrouwen.
- Nederland: De Huisorde van de Gouden Leeuw van Nassau. Huisorde van de twee takken van het huis Nassau.
- Nederland: De Huisorde van Oranje.
- Nederland: De Kroonorde.
- Nederland: De Orde van Trouw en Verdienste.
- Oostenrijk: De Orde van het Gulden Vlies. Huisorde van het tot 1918 regerende huis Habsburg-Lotharingen.
- Oostenrijk: De Hoogadellijke Orde van het Sterrenkruis. Huisorde van het tot 1918 regerende huis Habsburg-Lotharingen.
- Oldenburg: De Huis-en verdienstorde van Peter Friedrich Ludwig.
- Parma: De Orde van de Heilige Lodewijk. Huisorde van het tot 1859 regerende huis Bourbon-Parma.
- Parma: De Constantinische Orde van Sint George. Huisorde van het tot 1859 regerende huis Bourbon-Parma.
- Portugal: De Orde van de Onbevlekte Ontvangenis van Onze Lieve Vrouwe van Viçosa. Huisorde van het tot 1910 regerende huis Orléans-Braganza.
- Portugal: De Orde van de Heilige Isabella. Huisorde van het tot 1910 regerende huis Orléans-Braganza.
- Portugal: De Orde van Sint-Michael van Ala. Huisorde van het tot 1910 regerende huis Orléans-Braganza.
- De Orde van de Monarchistische zaak. Huisorde van het tot 1910 regerende huis Orléans-Braganza.
- Pruisen: De Hoge Orde van de Zwarte Adelaar. Huisorde van het tot 1918 regerende huis Hohenzollern.
- Pruisen: De Luisen-Orde. Huisorde van het tot 1918 regerende huis Hohenzollern.
- Pruisen: De Huisorde van Hohenzollern. Huisorde van het tot 1918 regerende huis Hohenzollern.
- Pruisen: De Orde van het Witte Hert van Sint Hubertus, een jachtorde
- Roemenië: De Orde van Carol I. Huisorde van het tot 1918 regerende huis Hohenzollern in Roemenië.
- Roemenië: De Orde voor Trouwe Dienst. Huisorde van het tot 1918 regerende huis Hohenzollern in Roemenië.
- Roemenië: De Orde van de Kroon van Roemenië. Huisorde van het tot 1918 regerende huis Hohenzollern in Roemenië.
- Roemenië: De Orde van de Ster van Roemenië. Huisorde van het tot 1918 regerende huis Hohenzollern in Roemenië.
- Rusland: De Familie Romanov, het verdreven Russische keizerhuis, acht zich bevoegd om de Russische ridderorden ook nu nog te verlenen. Het gaat om:
- De Orde van Sint-Andreas.
- De Sint-Georgeorde.
- De Orde van Sint-Catharina.
- De Orde van Sint-Stanislaus.
- De Orde van de Witte Adelaar (Polen).
- De Orde van de Witte Adelaar (Servië).
- De Orde van Sint-Vladimir.

en de in 1988 ingestelde Orde van de Heilige Aartsengel Michaël.
- Saksen: De Orde van de Rautenkrone.

De drie Saksisch-Ernssinische linies, Saksen-Coburg-Gotha, Saksen-Meiningen en Saksen-Altenburg deelden en delen een huisorde. Het is de
- Saksisch-Ernestijnse Huisorde
- Saksen-Hildenburgshausen: De Orde van de Gelukkige Bond.
- Vietnam: De Orde van de Draak van Annam. Huisorde van de tot 1945 regerende dynastie van Nguyen.
- Toscane: De Heilige en Militaire Orde van Sint-Stefanus Paus en Martelaar. Huisorde van de in 1860 verdreven Toscaanse Habsburgers.
- Württemberg: De Kroonorde. Huisorde van het tot 1918 regerende huis Württemberg.
- Württemberg-Oels: De Huisorde van de Doodskop.

en
De Orde van de Gouden Ark, een door prins Bernhard der Nederlanden gestichte orde.